# 呂斯格拉本河 (阿爾特米爾河支流)
49°01′24″N 10°51′49″E / 49.02327°N 10.86375°E
呂斯格拉本河（德語：Lüßgraben），是德國的河流，位於該國東南部，由巴伐利亞負責管轄，屬於阿爾特米爾河的左支流，河道全長3公里，流域面積5平方公里。